# Книжка року 2000

## «Хрестоматія»— вітчизняна класика, дослідницькі студії
1. Віктор Домонтович Без ґрунту. Сер. «Українська модерна література» К.: Гелікон
2. Григорій Кочур Третє відлуння. Поетичні переклади К.: Рада
3. Григорій Грабович Шевченко, якого не знаємо К.: Критика

## «Дитяче свято»— дитяче свято
1. Ганс Християн Андерсен Снігова королева К.: А-ба-ба-га-ла-ма-га
2. Георгій Химич, Сергій Савченко Песик та його місячні друзі К.: А-ба-ба-га-ла-ма-га
3. MEGA енциклопедія для дітей. Світ природи К.: Махаон-Україна

## «Аз єсмь»— вітчизняна філософія, культурологія, есеїстика
1. Юрій Андрухович Дезорієнтація на місцевості. Івано-Франківськ: Лілея-НВ
2. Костянтин Родик Невивчені уроки Ситіна, або «Гоголізація» триває Л.: Кальварія
3. Оксана Забужко Хроніки від Фортінбраса К.: Факт

## «Успіх»— бізнес, фінанси, спеціальна підготовка
1. Інтелектуальна власність. Словник-довідник. У 2-х томах К.: Видавничий дім"Ін Юре"
2. Райнгольд Циппеліус Філософія права. Сер. «Підручники світу. Європа» К.: Тандем
3. Пол Э.Самуэльсон, Вильям Д.Нордхаус Экономика. Шестнадцатое изданий К.-Москва-Санкт-Петербург: Вильямс

## «Минувшина»— історія, біографії, мемуари
1. Норман Дейвіс Європа. Історія К.: Основи
2. Борис Ґудзяк Криза і реформа: Київська митрополія, Царгородський патріархат і генеза Берестейської унії Л.: Львівська Богословська Академія
3. Пол Джонсон Історія євреїв К.: Альтернативи

## «Обрії»— міждисциплінарні студії, гіпотези, футурологія, міфологія, езотерика
1. Юрій Канигін Шлях аріїв: Україна в духовній історії людства К.: Україна
2. Славой Жижек Метастази насолоди К.: Альтернативи
3. Костянтин Тищенко Метатеорія мовознавства К.: Основи

## «Світ мистецтва»— світ мистецтва
1. Сергій Параджанов, В.Луговський «Тіні забутих предків». Розкадровки; Невідомий маестро. Бібліотека журналу «Кіно-Театр» К.: Видавничий дім «Академія»
2. Михайло Слабошпицький Марія Башкірцева К.: Махаон-Україна
3. Світлана Шліпченко Архітектурні принципи постмодернізму К.: «Всесвіт»

## «Політлікнеп»— політика, політологія
1. Микола Рябчук Від Малоросії до України: парадокси запізнілого націєтворення К.: Критика
2. Збіґнєв Бжезінський Велика шахівниця Івано-Франківськ: Лілея НВ
3. Націоналізм. Антологія К.: Смолоскип

## «Метро»— вітчизняний детектив, трилер, альтернативна історія, любовний роман, фантастика, фентезі
1. Василь Кожелянко Дефіляда в Москві (Серія «Нова Доба») Л.: Кальварія
2. Лесь Подерв'янський Герой нашого часу Л.: Кальварія
3. Марина та Сергій Дяченки Відьмська доба. Сер. «Містерія часу» Л.: Кальварія

## «Швидка допомога»— практичні посібник, порадники, довідники
1. А. А. Бурячок,Г. М. Гнатюк, С. І. Головащук та ін. Словник синонімів української мови. У 2-х т. Сер. «Словники України» К.: Наукова думка
2. Фразеологічний словник української мови. Т.1-2 К.: Наукова Думка
3. Анатолій Івченко Тлумачний словник української мови. Сер. «Бібліотека державної мови» Х.: Фоліо

## «Красне письменство»— сучасна література
1. В'ячеслав Медвідь Льох (Серія «Нова Доба») Л.: Кальварія
2. Юрій Андрухович Московіада Івано-Франківськ: Лілея НВ
3. Олесь Ульяненко Сталінка (Серія «Нова Доба») Л.: Кальварія

## «Книжкові серії року»— книжкові серії року
1. «Нова Доба»Василь Кожелянко Дефіляда в Москві;Олесь Ульяненко Сталінка;В'ячеслав Медвідь Льох Л.: Кальварія
2. «Зарубіжна класика»Вільям Голдінг. Володар мух;Ясунарі Кавабата. Країна снігу;Макс Фріш. Homo Фабер;Стефан Цвайг Жозе Фуше К.: Основи
3. «Ковчег»Василь Герасим'юк. Серпень за старим стилем;Микола Воробйов. Срібна рука;Павло Гірник. Брате мій, вовче;Борис Щавурський. Мідяки Л.: Кальварія

## «Софія»— світова філософія, психологія, релігієзнавство
1. Платон Держава К.: Основи
2. Арістотель Політика К.: Основи
3. Тома Аквінський Коментарі до Арістотелевої «Політики» К.: Основи

## «Вершини»— класика світової літератури, зарубіжні бестселери
1. Леопольд фон Захер Мазох Вибрані твори Л.: Літопис
2. Марсель Пруст У пошуках утраченого часу. Т.4. Содом і Гоморра К.: Юніверс
3. Франц Кафка Щоденники 1910—1923 рр. К.: «Всесвіт»

## «Візитівка»— етнографічні дослідження, туризм, краєзнавство, дорожні нотатки
1. Юрій Винничук Кнайпи Львова Л.: Сполом
2. Василь Григорович-Барський Мандри по святих місцях Сходуз 1723 по 1747 рік К.: Основи
3. Володимирська. Культурологічний путівник. Сер. «Історія однієї вулиці» К.: Видавничий дім «Амадей»

## «Голос душі»— вітчизняна поезія
1. Ігор Римарук Діва Обида Івано-Франківськ: Лілея-НВ
2. Василь Герасим'юк Серпень за старим стилем. Сер. «Ковчег» Л.: Кальварія
3. Наталка Білоцерківець Алергія К.: Критика